# Briquette de brebis
La briquette de brebis est un fromage au lait de brebis fabriqué en France.

## Présentation

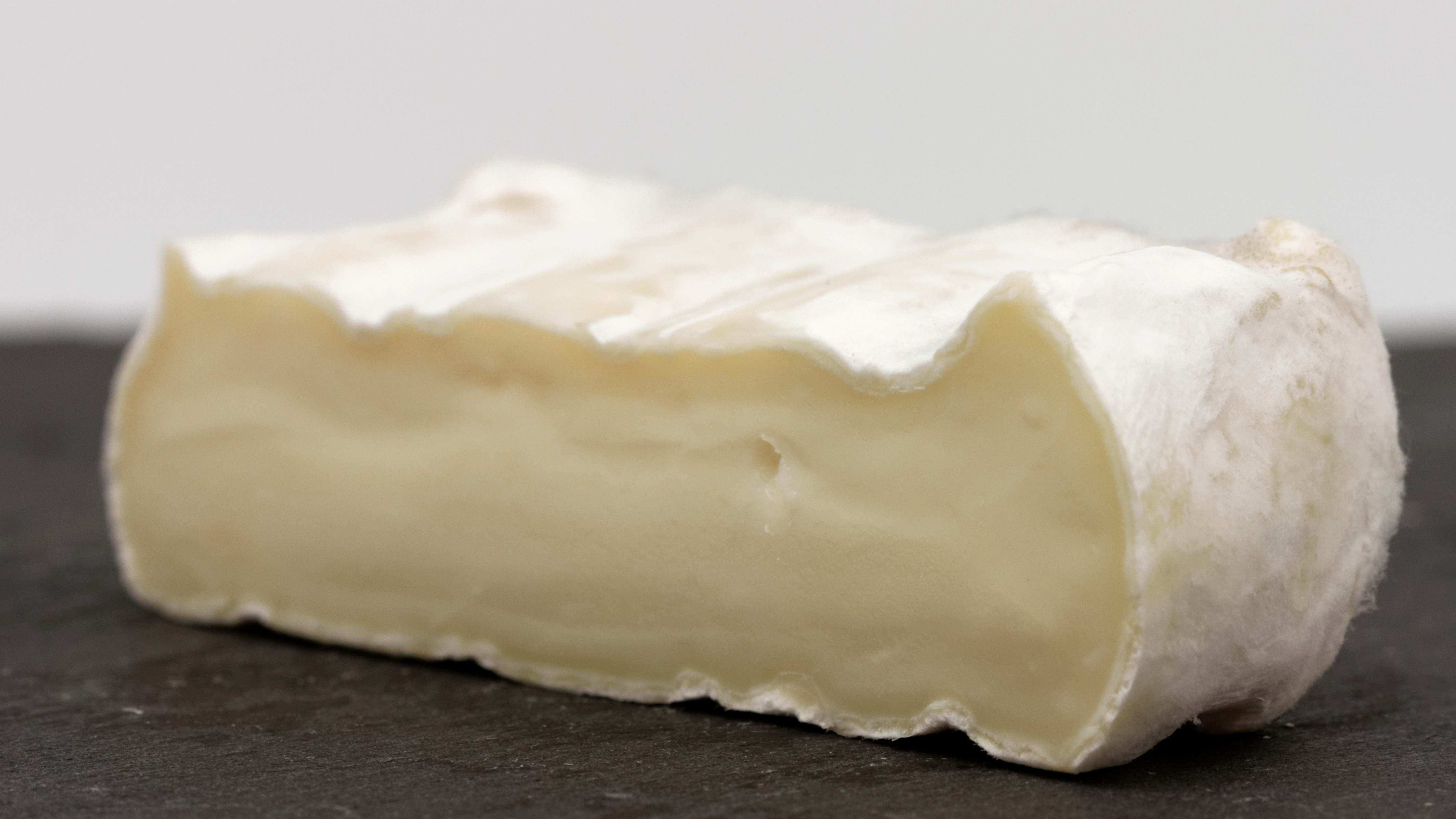

Il se présente sous la forme d'une petite brique rectangulaire avec une fine croûte blanche et une pâte moelleuse. Son poids moyen est de 200 g mais il peut varier de 150 à 300 grammes.
Fabriqué à base de lait cru et entier de brebis, son affinage dure une dizaine de jours dans une température comprise entre 8 et 12 °C. L'affinage peut être prolongé jusqu'à 3 semaines, le fromage gagnera alors en parfum et sera plus crémeux,.
Sa période de dégustation est au printemps et à l'été (avril à août) mais on peut en trouver tout au long de l'année avec la production industrielle.